# Rally
Il rally (letteralmente, dall'inglese, "raduno") (in francese rallye) è una disciplina sportiva dell'automobilismo che si svolge su strade pubbliche sia asfaltate che sterrate utilizzando vetture da competizione derivate da modelli stradali. Per la precisione, si tratta di un misto tra gara di regolarità, visto che sui tratti di trasferimento le vetture devono rispettare il codice della strada, e gara di velocità a cronometro.

## Descrizione
In questa disciplina il regolamento prevede che ogni ostacolo naturale debba essere affrontato dai concorrenti. Non è infatti difficile vedere gare che si svolgono in piena notte, su strade completamente innevate o in presenza di forte nebbia. Le strade pubbliche (ovviamente chiuse al traffico per l'occasione) in cui i concorrenti vengono cronometrati si definiscono prove speciali. Le prove speciali devono avere spiccate caratteristiche di tortuosità e difficoltà e possono avere una sede stradale molto stretta e sconnessa, per cui soprattutto in Italia, strade con queste peculiarità si trovano principalmente in collina e in montagna. Più raro trovarle in pianura, ma in altri paesi con morfologie del territorio diverse non è impossibile vedere rally che si svolgono interamente in pianura. Le prove speciali non vengono allestite con dotazioni di sicurezza di alcun genere al contrario di altre specialità su strada, salvo all'occorrenza piccole protezioni in gomma o con balle di paglia su oggetti particolarmente sporgenti e affilati come alcuni guardrail o bordi di muretti. Nelle gare di Campionato del Mondo e nei Campionati Nazionali di altri Stati non c'è un limite alla velocità media.

## Il rally moderno

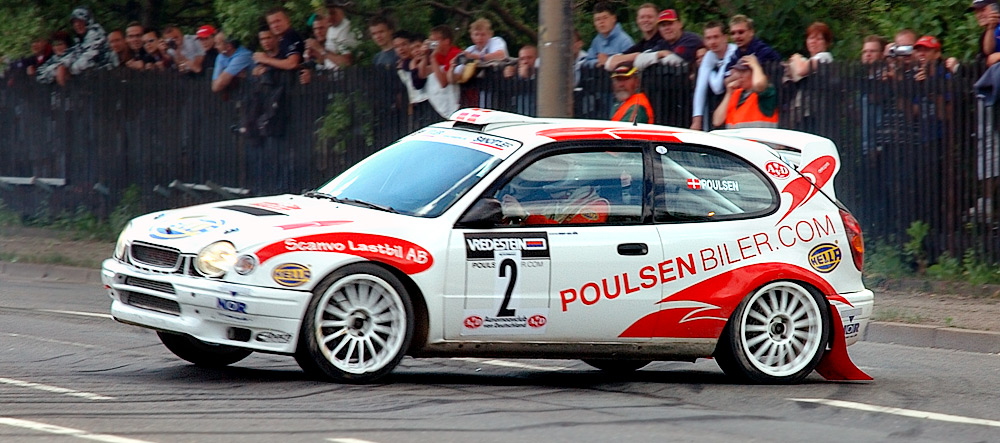
Una vettura da rally Toyota Corolla WRC

Le moderne competizioni di rally si sono sviluppate in Europa sin dall'inizio del XX secolo, distinguendosi dalle gare in circuito in quanto le vetture non affrontavano giro dopo giro un percorso limitato, bensì procedevano su lunghe distanze venendo cronometrati a punti di controllo predefiniti, assomigliando molto di più a prove di resistenza sia per i mezzi meccanici sia per il fisico degli equipaggi. La gara più prestigiosa e antica che può essere considerata la progenitrice di questa disciplina è la Mille Miglia.
I rally moderni sono diventati via via sempre meno lunghi e meno massacranti, accentuando sempre più il lato agonistico e velocistico della disciplina, accantonando in parte gli aspetti avventurieri e di sfida alla resistenza meccanica e umana che erano insiti nelle gare di questo tipo fino alla metà degli anni settanta ma anche in seguito i rally sono rimasti una delle discipline automobilistiche più impegnative soprattutto se paragonati alla velocità su pista. Caratteristica che rende molto difficile questa disciplina è la scarsa conoscenza dei tratti di prova speciale, che avviene solo pochi giorni prima della gara con vettura di serie e strada aperta per un numero limitato di passaggi al contrario della pista in cui a ogni gara si effettuano molti giri di prove libere con vettura da corsa e alla massima velocità, o al contrario della velocità in salita in cui si effettuano manche di prova con strada chiusa e vettura da gara. Per cui nei rally è molto importante la parte istintiva della guida, i riflessi e l'affiatamento con il navigatore. Dopo le ricognizioni viene effettuato lo shakedown, un test dove gli equipaggi provano la vettura su un tratto cronometrato di circa 6/7 km e procedendo a piena velocità; esso viene svolto di solito il giorno precedente la disputa della prima prova speciale (o la mattina del giovedì, se la prima prova è alla sera), che sancisce l'avvio della competizione vera e propria.

### Le fasi del rally
Prima che i concorrenti della gara partano, il percorso della gara viene controllata dalla zero car.
Prima della partenza tutti i piloti e tutte le vetture iscritti al rally devono per prima cosa effettuare alcune delle verifiche sportive e tecniche. In alcuni giorni ben stabiliti precedenti la gara vengono effettuate le ricognizioni autorizzate che consistono nel transitare con vetture di serie sulle prove speciali aperte al traffico rispettando assolutamente il codice della strada. Il numero di passaggi su di ogni prova speciale è limitato per ogni equipaggio: da un minimo di due per una gara del campionato del mondo a un massimo di quattro per le gare nazionali. I commissari di percorso sono tenuti a controllare gli equipaggi che effettuano le ricognizioni non autorizzate (cioè ricognizioni nei giorni non stabiliti) e a squalificarli dalla gara stessa. Gli organi di polizia stradale sono tenuti a sanzionare qualsiasi equipaggio che non rispetti le norme del Codice della Strada durante le ricognizioni.
Ogni rally prevede una "partenza" di solito all'interno di una piazza del paese più vicini alla zona della corsa, a cui seguono tratti di trasferimento che portano gli equipaggi fino al via dei tratti cronometrati, quelli cioè che sono utilizzati per stilare le classifiche finali. Ogni rally prevede a fine gara un arrivo che decreta la fine della gara. Se un equipaggio non transita sul palco d'arrivo risulta ritirato anche se ha affrontato tutte le prove speciali.
I concorrenti devono presentarsi al "controllo orario" (C.O.) nell'esatto minuto riportato nella tabella di marcia prima di affrontare ogni tratto cronometrato (prova speciale); eventuali ritardi o anticipi sono sanzionati con penalità di tempo, che verranno aggiunte alla somma totale dei tempi di ogni prova speciale. I C.O. sono posti prima della partenza di ogni prova speciale, all'ingresso e all'uscita di ogni parco assistenza e di ogni riordino. Sono posti anche poco prima della partenza del rally e poco prima dell'arrivo.
Durante i "trasferimenti" ogni equipaggio a bordo della propria vettura da corsa dovrà osservare scrupolosamente il Codice della strada e gli organi di polizia stradale in caso di negligenza possono sanzionare il conducente come qualsiasi altro automobilista. Solo i tratti di strada delle prove speciali sono chiusi al traffico, e solo all'interno di questi gli equipaggi possono e devono cercare di andare il più veloce possibile. Nel corso dei trasferimenti gli organizzatori possono istituire dei "controlli a timbro" per verificare che gli equipaggi rispettino il percorso previsto.
Ogni rally prevede inoltre uno o più "riordini", ovvero una sosta (in regime di parco chiuso) che può variare dai 10 ai 30 minuti circa, utile per gestire gli eventuali ritiri.
Gli equipaggi infatti prendono il via uno dopo l'altro, a intervalli variabili a seconda del tipo di gara e della classe delle vetture. Normalmente il distacco di ogni equipaggio è di un minuto, ma nel caso si cambi classe il distacco diventa di due minuti. Spesso nelle gare su sterrato (dove la polvere potrebbe creare problemi di visibilità) il tempo può essere ancora superiore.
Dopo ogni riordino è previsto di norma un "parco assistenza", che varia dai 15 ai 30 minuti, l'unico luogo in cui le vetture possono essere riparate, e a ridosso di questi parchi assistenza, per alcune tipologie di rally, viene allestita una zona refuelling, dove è possibile rifornire le auto.
I parchi assistenza sono regolati da un C.O. di ingresso e da uno di uscita; al loro interno gli equipaggi non devono guidare in maniera pericolosa, tenere una velocità inferiore ai 30 km/h. I meccanici e ogni membro del team possono toccare la vettura solo all'interno dei parchi assistenza. Solo l'equipaggio, cioè pilota e navigatore, può intervenire sull'auto e sulla sua meccanica al di fuori dei parchi assistenza. In caso di problemi i membri dell'equipaggio possono però comunicare attraverso un telefono con i propri meccanici e il team per ricevere delucidazioni su come "aggiustare" l'auto. Nei rally qualsiasi aiuto esterno dato all'equipaggio è considerato un'irregolarità, ma è abitudine per il pubblico presente sulle prove speciali aiutare una vettura uscita di strada a rientrare in carreggiata e questo non è considerato irregolare.

### Composizione dell'equipaggio
Ogni equipaggio che partecipa a un rally è composto da due conduttori (1° e 2° conduttore), di norma il primo conduttore è il pilota e il secondo conduttore è il navigatore (definito anche copilota), quest'ultimo ha il compito lungo i trasferimenti di seguire il "road book" (volg. it.: "radar") fornito dagli organizzatori ove sono rappresentati in pianta i bivi stradali con la direzione da seguire, pena l'esclusione dalla gara, oltre alle distanze e altre informazioni, nonché di controllare i tempi di percorrenza al fine di non giungere in ritardo ai "C.O." addirittura nelle ultime edizioni sono rappresentati anche le scale dei campi telefonici delle varie compagnie.
Durante la prova speciale il navigatore legge le "note" (una particolare codifica alfanumerica estremamente personalizzata per ogni equipaggio) che descrivono al pilota quale tipo di curva o tratto di strada sta per percorrere. Le note descrivono principalmente l'angolazione o il raggio di ogni curva dando così la possibilità al pilota di scegliere una velocità adeguata con cui entrare nella curva. La singola nota è declamata dal navigatore con qualche secondo di anticipo rispetto all'istante in cui l'auto transiterà nel relativo tratto descritto. Le note vengono trascritte durante le ricognizioni. Il primo passaggio di ricognizione il pilota detta e il navigatore scrive, mentre dal secondo passaggio in poi il navigatore legge le note al pilota come in gara dandogli la possibilità di correggere le note sbagliate. Il regolamento non prevede, come detto, la figura del pilota e del navigatore, ma semplicemente del primo e del secondo conduttore, questo perché possono alternarsi alla guida durante lo svolgimento della gara, anche se succede molto raramente.

### Le suddivisioni del rally: le classi

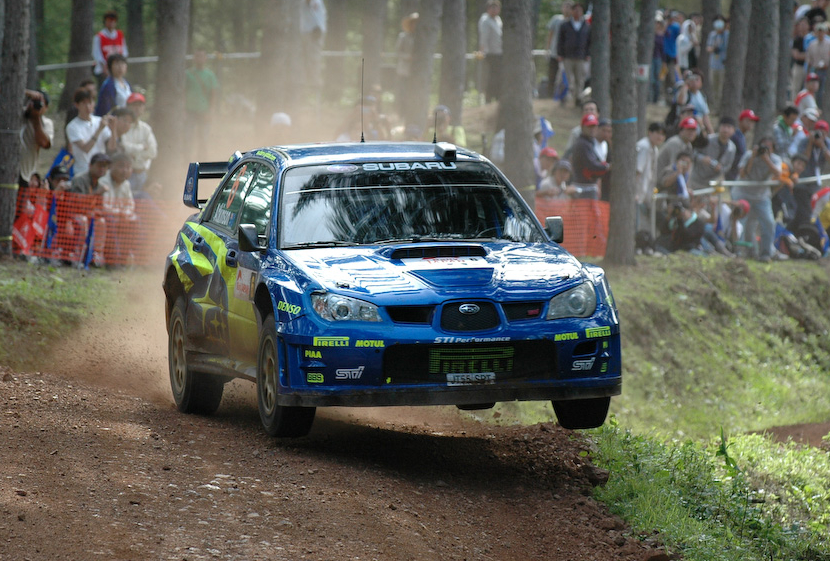
La Subaru Impreza WRC S12 (A8) del 2006

Caratteristica particolare e comune a tutte le auto da rally è l'immatricolazione. Tutte le auto, anche se completamente stravolte rispetto a ciò che la casa madre ha omologato come vetture di serie, sono dotate di una normale targa e di una carta di circolazione. Questo perché le vetture devono transitare su strade aperte al traffico durante i trasferimenti.
Le auto da rally sono suddivise in gruppi:
- Racing start
- Gruppo A
- Gruppo N
- Super 1600
- Super 2000
- Gruppo Kit car
- Gruppo R
- Gruppo B
- Gruppo S
- Gruppo Prod E e Prod S per le auto di Gruppo A e Gruppo N che non dispongono del serbatoio omologato nel 2018 dalla FIA

Questi gruppi sono a loro volta suddivisi in classi che differenziano le varie caratteristiche del motore e dal tipo di preparazione meccanica.
La classe regina è la classe WRC, seguita dalla classe R5, S2000 e dalle nuove Regional Rally Car (RRC), vetture in stile WRC, ma meno potenti. Le WRC (World Rally Car) 2000 di cilindrata raggiungono potenze talvolta superiori ai 300 cavalli dichiarati, spesso intorno ai 330-340 cavalli, mentre le nuove WRC 1600 di cavalli ne sviluppano 300-310.
Le Super 2000 sono vetture entrate a far parte dei rally dal 2006. Il peso a vuoto si aggira sui 1150 kg. Sono equipaggiate con un motore di cilindrata 2000 aspirato. Questi motori sviluppano potenze nell'ordine dei 280-290 cavalli. Sono motori estremamente elaborati, superano ampiamente i 100 CV/litro e raggiungono i 9 500-10 000 giri al minuto. Il cambio è di tipo sequenziale meccanico non sincronizzato cioè a innesti frontali, generalmente a sei marce. I rapporti come in tutte le auto da rally sono estremamente corti, ma garantiscono enorme ripresa e accelerazione e soprattutto la possibilità di scegliere la marcia giusta per ogni curva. Le velocità massime raggiungibili dalle Super 2000 sono intorno ai 180 km/h. Sono dotate di trazione integrale anche se il modello di serie da cui derivano ne è sprovvisto. Come per le WRC è possibile allargare la carreggiata fino al limite previsto nel regolamento, ed è possibile quindi sostituire molte parti della carrozzeria del modello di serie. I cerchi hanno la misura di 18 pollici su asfalto e 15 pollici su sterrato. Le principali Super 2000 sono Peugeot 207, Fiat Grande Punto, Ford Fiesta, Proton Satria, Skoda Fabia, Toyota Corolla.
Le RRC o Regional Rally Car sono una categoria di auto da rally nata insieme al cambio di regolamento delle vetture WRC. Sono praticamente delle WRC 1600 depotenziate cioè con una flangia di diverso diametro all'aspirazione. La potenza sviluppata è di circa 270 cavalli. Piccole modifiche sono state eseguite a livello di carrozzeria, come alettoni posteriori di diametro inferiore e forma diversa e poco altro. Per il resto sono WRC in tutto e per tutto. Prestazionalmente si aggirano sui tempi della Super 2000. Le principali RRC sono Ford Fiesta, Mini Countryman, Citroen DS3.
Le Super 1600 sono una categoria di auto da rally nata nel 2001, vi è stato dedicato un campionato mondiale per svariati anni il Campionato del Mondo Rally Junior. Il peso a vuoto è di 1 000 kg. Il propulsore è un 1600 aspirato con potenze variabili dai 220 cavalli ai 235 cavalli dei modelli più sviluppati come la Clio. Sono motori estremamente elaborati che raggiungono i 9 500-10 000 giri al minuto. Il cambio è di tipo sequenziale meccanico non sincronizzato generalmente a sei marce. I rapporti anche qui sono estremamente corti e la velocità massima si aggira sui 170 km/h. Devono mantenere lo stesso tipo di trazione del modello di serie da cui derivano, quindi anteriore. Prevista la possibilità di montare un differenziale autobloccante a lamelle da gara. La preparazione a livello meccanico è simile a quella dei Super 2000 cioè un'estensione del regolamento Gruppo A. Anche qui è possibile allargare la carreggiate fino a un limite massimo e sostituire parti di carrozzeria del modello originario. I cerchi sono di 17 pollici su asfalto e 15 pollici su terra. Le vetture più usate in Italia sono Renault Clio, Citroen C2, Peugeot 206, Citroen Saxo, Fiat Punto. Ma esistono preparate in Super 1600 anche Ford Puma, Mg Zr, Ford Fiesta, Volkswagen Polo, Suzuki Ignis, Suzuki Swift e tante altre.
La Racing Start è una categoria di auto da rally e di velocità in salita nata recentemente solo in Italia, è divisa per classi in base alla cilindrata, RS2 fino a 1400 cm³, RS3 fino a 1600 cm³, RS4 fino a 2000 cm³, RSTB fino a 1600 turbo. Si definisce la categoria entry-level dei rally. La preparazione è inferiore a quella Gruppo N, comporta solo allestimenti di sicurezza (roll-bar, sedili da corsa e cinture, estintore) uno scarico Gruppo N, mappatura della centralina (ma non la sostituzione), molle e ammortizzatori. Il cambio deve rimanere di serie nella sua totalità. Non è possibile montare un differenziale autobloccante. Carrozzeria, misura gomme e cerchi devono rimanere di serie. Le vetture preparate in questa categoria non necessitano di una fiche di omologazione, al contrario di tutte le altre categorie presenti nei rally, è possibile quindi preparare qualsiasi vettura.
Il Gruppo F (detto anche F2000) è una categoria di auto da rally presente dagli anni settanta solo in Francia. Viene divisa in base alla cilindrata F2/12 fino a 1400 cm³, F2/13 fino a 1600 cm³, F2/14 fino a 2000 cm³. Le auto che vengono preparate in questa categoria non necessitano di fiche di omologazione. La preparazione meccanica è simile a quella del gruppo Kit-Car con la possibilità quindi di aspirazione a 4 farfalle, allargamento della carreggiata e carrozzeria, cambi sequenziali meccanici. La peculiarità di questo gruppo è la possibilità di sostituire l'unità motrice del modello di serie che si intende preparare con un'altra (di cilindrata non superiore) di un qualsiasi modello stradale della stessa casa costruttrice.
Negli anni ottanta esistevano vetture ben più potenti, le auto del Gruppo B, ammesse al Campionato del Mondo WRC dal 1982 al 1986. Queste automobili potevano essere sviluppate dalle case automobilistiche molto liberamente e con poche restrizioni, e nelle ultime evoluzioni raggiunsero potenze ben superiori ai 500 CV. Unica regola ferrea era quella di produrre almeno 200 veicoli dello stesso tipo per essere omologate per l'impiego agonistico; le vetture del Gruppo B vennero abolite per la grande quantità di incidenti, alcuni dei quali funestati da vittime e la classe regina divenne il Gruppo A. Alcuni esempi di Gruppo B sono la Lancia Delta S4, Peugeot 205 T16, Audi Quattro Sport, Ford RS200, Mg Metro, Lancia 037.
Il Gruppo S avrebbe dovuto sostituire il Gruppo B con auto ancora più potenti, come le Lancia ECV1 ed ECV2 e la Audi Quattro RS 002, evoluzioni ancora più esasperate delle Gruppo B. Tuttavia, in seguito all'abolizione di quest'ultimo, il progetto fu accantonato.
I rally internazionali sono regolati dalla Federazione Internazionale dell'Automobile (FIA) e il massimo livello è il Campionato Mondiale Rally.
In Italia la federazione che gestisce lo sport automobilistico e in particolar modo i rally è la CSAI diretta dall'ACI.

## Storia delle categorie rallystiche
Scorrendo le pagine delle riviste dedicate a vetture da rally, inevitabilmente ci si imbatte in termini come: Gruppo 1, Gruppo 4, Gruppo B, Gruppo A, Gruppo N, Gruppo R. Capire che tali definizioni sono collegate alla categoria nella quale queste auto gareggiano è semplice, lo è meno comprendere il significato di queste sigle che è collegata al concetto di "omologazione" di un'auto da corsa e che questa attività è cambiata durante gli anni. Sarà, nel contempo, necessario prendere in considerazione le motivazioni e le finalità che hanno indotto la Federazione Internazionale dell'Automobile, FIA, ad adottare taluni provvedimenti.

### Anni sessanta

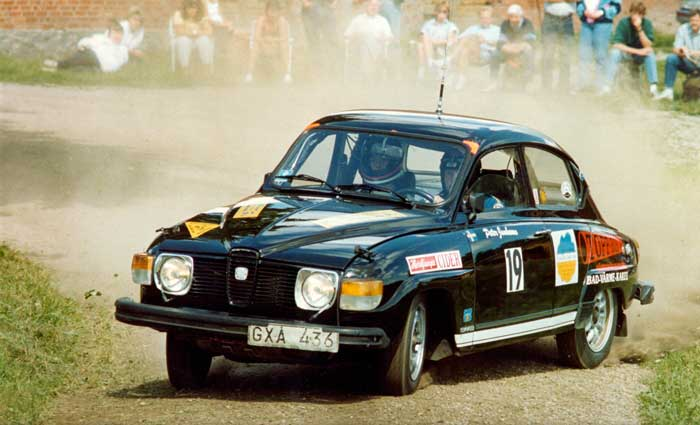
Saab 96 V4

Fino alla prima metà degli anni sessanta, il concetto stesso di rally è vago e questa tipologia di gara vive il suo periodo pionieristico: chiunque ha un'auto può disputare e vincere una di queste corse.
Si tratta di manifestazioni molto diverse tra loro, che hanno, tuttavia, un denominatore comune: essere decise dalla resistenza delle vetture e non dalla velocità impressa dai piloti.
In quegli anni, il livello tecnico delle auto e le condizioni della viabilità sono tali che il solo fatto di completare percorsi di un migliaio di chilometri, a medie di 40-50 km/h, rappresenta un'impresa.
Questo scenario si stravolge nella seconda metà degli anni sessanta, due i fattori decisivi: il miglioramento della viabilità e l'incremento dell'affidabilità e delle prestazioni delle auto, una combinazione di elementi che rende, ovviamente, più semplice completare quei tipi di percorsi.

### Da metà anni settanta

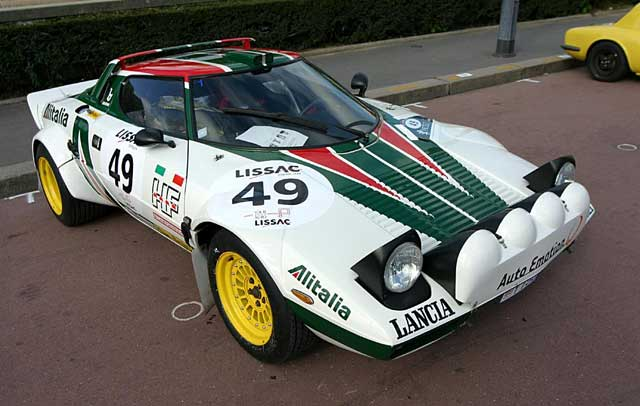
Lancia Stratos, prima auto studiata per le gare da rally, con quest'auto è stato vinto il primo campionato del mondo piloti (Sandro Munari)

A questo punto, comprensibilmente, nasce l'esigenza di fissare nuove regole per differenziare gli equipaggi e i loro mezzi, per rendere più avvincenti le gare, talvolta si considera la cilindrata della vettura, altre volte si ricorre a prove d'abilità o precisione, altre volte ancora si opta per prove di velocità pura su tratti di strada generalmente brevi e appositamente scelti.

Quest'ultima innovazione comporta un'evoluzione dei requisiti di una vettura da rally: all'affidabilità e alla robustezza si aggiunge la velocità, quest'ultimo fattore accresce l'interesse delle case automobilistiche, dei media e del pubblico per questo sport.
I costruttori si impegnano nell'allestimento delle vetture e le loro potenzialità tecniche e finanziarie compromettono gli equilibri di una specialità in origine aperta a tutti. Inoltre, i cospicui investimenti nel settore da parte dei colossi dell'industria automobilistica richiedono precise contropartite in termini di regole e prospettive definite per lo sport rallistico.
Inevitabilmente, la nascita di un campionato si accompagna alla discesa in campo della FIA, che decide di regolamentare i rally. Per quanto riguarda le gare si consolida la formula già in uso: prove di velocità pura, collegate tra loro da tratti di trasferimento su strade aperte al traffico.
Per ciò che concerne le vetture ammesse alle gare, si decide di suddividerle in categorie omogenee per prestazioni. L'obbiettivo più importante dei vertici della Federazione è quello di stimolare la partecipazione ufficiale di tutti i costruttori e, nello stesso tempo, di impedire lo stravolgimento delle auto da gara rispetto a quelle di serie, a cui nominalmente queste corse sono riservate.
Proprio queste finalità portano la Federazione internazionale a non creare una classificazione specifica per i rally, optando invece per estendere loro le classificazioni già adottate per altre discipline automobilistiche.
Nove sono le tipologie di vetture individuate, suddivise in altrettanti Gruppi:
1. Gruppo 1, berline di serie
2. Gruppo 2, special basate su berline
3. Gruppo 3, auto sportive di serie
4. Gruppo 4, special basate su auto sportive
5. Gruppo 5, prototipi basati su auto di serie
6. Gruppo 6, prototipi
7. Gruppo 7, auto biposto da competizione
8. Gruppo 8, formule internazionali (tra cui le monoposto di Formula 1)
9. Gruppo 9, formula libera.

Il principio guida, per stabilire quali auto possono partecipare ai rally, sono le auto derivate dalla normale produzione: quelle appartenenti ai Gruppi da 1 a 4, con alcune eccezioni per il Gruppo 5.
Per stabilire quando un'auto può essere considerata di serie, si introduce l'obbligo della produzione minima annuale che il modello deve raggiungere, una soglia minima che cresce di pari passo con lo sviluppo del mercato; All'inizio sono richiesti 1 000 esemplari per l'omologazione sia in Gruppo 1, sia in Gruppo 3; ma nel 1981 salgono a 5 000 per il Gruppo 1 e a 2 000 per il Gruppo 3.
Un discorso a parte merita il Gruppo 5, riservato ai prototipi, dove in questa categoria, il numero minimo di esemplari prodotti non è previsto; In teoria si vogliono salvaguardare le vetture artigianali, in pratica si dà ai costruttori l'opportunità di testare i prototipi delle future auto di serie, un esempio: la Lancia Stratos. Dall'esordio del 1972 fino al 1974 gareggia nel Gruppo 5; dopo aver raggiunto la produzione necessaria all'omologazione, il modello è ammesso in Gruppo 4.
Questo complesso di regole viene raccolto in un testo unico: l'"Allegato J", una serie di norme comprendenti le caratteristiche specifiche dei diversi Gruppi e le prescrizioni sui dispositivi di sicurezza e sulle altre dotazioni delle vetture. Il suo aggiornamento è legato al progresso tecnologico, ma anche a qualche intervento umano, impregnato di buone intenzioni originarie, che con il tempo sono risultati deleteri.
Ad esempio, nei Gruppi 2 e 4, originariamente, rientrano le versioni elaborate dei Gruppi 1 e 3. Tuttavia, le Case partecipanti al Campionato del Mondo ottengono la possibilità di omologare modelli direttamente nei Gruppi 2 e 4, con una soglia minima di 1 000 esemplari per l'accesso al Gruppo 2 e di 500 (poi ridotti a 400) per il Gruppo 4.
Un cambiamento non di poco conto: se nell'impostazione originaria una vettura di Gruppo 2 o 4 costituiva una variante di un'auto di grande produzione, in seguito a queste nuove norme sarà possibile realizzare in numero limitato di auto la cui base è dedicata alle gare e su cui saranno possibili ulteriori interventi.
Ben presto, l'evoluzione tecnologica trascina il mondo dei rally nel caos regolamentare, con le case automobilistiche sempre più impegnate a cercare nell'interpretazione delle norme il cavillo che consenta loro di apportare altre modifiche ai mezzi concorrenti, ed è l'abuso di componenti opzionali a rivelarsi fatale.
In seguito, infatti, anche nei Gruppi 1 e 3, i costruttori iniziano a presentare come parti opzionali liberamente vendute, componenti che in realtà nascono per le corse, basta dimostrare di averle adottate su almeno 100 esemplari e vetture nate con i carburatori adottano l'iniezione, i differenziali si “trasformano” in autobloccanti, le testate “guadagnano” le 16 valvole e così via, nel 1978, dopo tre lustri di onorato servizio, va in pensione la prima versione dell’Allegato J.

### Anni ottanta
Arriva il momento di procedere a una radicale revisione dello sport rallistico: viene introdotto il Gruppo B. Per comprendere la filosofia che ispira questa nuova categoria, è necessario tornare al 1974, quando sui campi di gara irrompe la Lancia Stratos, la prima auto concepita a tavolino con l'unico scopo di vincere nei rally.

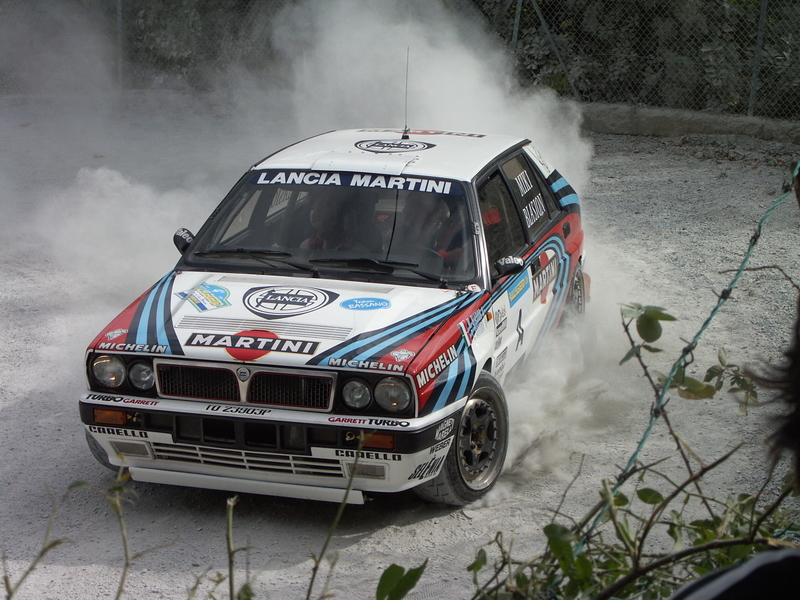
La Lancia Delta, vincitrice di quattro mondiali piloti e sei costruttori; Lancia è la casa più vittoriosa nel mondiale rally con undici campionati marche di cui sei consecutivi, altro record

Con essa il rapporto tra rally e macchine partecipanti si inverte: non si tratta più di un'auto prodotta in serie da cui deriva una versione da competizione, si progetta al contrario un mezzo da corsa di cui si predispone una versione semplificata da produrre nel numero minimo di esemplari per l'omologazione, con questa impostazione, la Stratos si presenta come un lupo in un gregge di pecore.
Dal 1974 al 1977, il suo itinerario sportivo è praticamente un monologo di successi: Mondiale Costruttori dal 1974 al 1976, Coppa FIA nel 1977, Sandro Munari che ritorna a vincere un rally iridato nel 1981, il Tour de Corse con l'equipaggio privato Darniche-Mahè, pur non essendo più aggiornata dal 1977.
Il fenomeno Stratos è ben presente nella mente di chi redige il nuovo regolamento e, infatti, la normativa della nuova classe regina nasce all'insegna dello slogan una Stratos per tutti, l'obbiettivo è di permettere la realizzazione di auto potenti e spettacolari, abbattendo i costi e limitando le possibilità di modifica.
Le nuove norme entrano in vigore il primo gennaio 1982 e prevedono la suddivisione delle vetture in tre Gruppi:
1. Gruppo N
2. Gruppo A
3. Gruppo B

I gruppi sono in ordine progressivo di sofisticazione (più si scende e più modifiche si possono apportare).
La classe regina è il Gruppo B, per l'omologazione in questa categoria è richiesta una produzione minima di soli 200 esemplari l'anno, ma le elaborazioni ammesse sono poche: non è più modificabile la testata del motore, dove si può intervenire solo sul disegno dell'albero a camme e sui materiali di valvole e pistoni, ma non sulle loro dimensioni.
Nel cambio si può lavorare solo sulla spaziatura dei rapporti, l'autobloccante deve essere compatibile con la scatola originaria, e non può essere modificata la geometria della sospensione.
Il limitato spazio concesso alle modifiche permette alla Federazione un controllo relativamente semplice in sede di verifica e garantisce a tutte le squadre la stabilità regolamentare, requisito indispensabile per impegni pluriennali.
La normativa però, quasi per “compensare” i divieti tecnici introdotti, reinterpreta in modo molto permissivo l'evoluzione dei modelli di auto concorrenti. In particolare, consente di omologare versioni profondamente modificate della vettura iniziale, purché prodotte nella misura del 10% rispetto al minimo richiesto per l'omologazione: per un mezzo del Gruppo B bastano solo 20 esemplari, e ciò garantisce auto sempre aggiornate, fino all'esasperazione.
Oltre al Gruppo B c'è il Gruppo A, ma è una "finta" categoria: per l'omologazione è richiesta la produzione di 5 000 esemplari annui, nonostante il livello di modifiche sia lo stesso del Gruppo B.
In extremis viene regolamentato anche il Gruppo N (Normale), destinato ad accogliere vetture praticamente di serie; dove in teoria si tratta di una buona strutturazione, in grado di incrementare le partecipazioni alla serie iridata e facilitare un'attività di base a costi contenuti e con mezzi semplificati, ma in pratica non sarà così.
La più grande innovazione tecnica di questo periodo verrà introdotta dall'Audi con l'adozione della trazione integrale. Nonostante lo scetticismo dell'ambiente e i problemi iniziali riscontrati nella messa a punto, Audi riuscirà a trasformare la trazione integrale in un'arma vincente, indispensabile per poter lottare per la vittoria del mondiale.

#### Il rally fuori controllo (Gruppo B)
Dopo quattro anni, le concessioni regolamentari del Gruppo B portano alla realizzazione di vetture i cui limiti vanno ben oltre le possibilità di controllo dei piloti. Nel 1985, la FIA prova a limitare le prestazioni, ma ormai è tardi.
Il rogo nel quale bruciano Henri Toivonen e Sergio Cresto in Corsica, la Ford RS200 di Joaquim Santos e Miguel Oliveira che si schianta tra la folla in Portogallo, l'incidente gravissimo avvenuto in Argentina a Vatanen, che gli costò molti giorni in coma, fanno capire al mondo dei rally che è ormai arrivato il momento di alzare il piede dall'acceleratore.
Nel giro di poco tempo, a causa di vari incidenti e di troppe tragedie, tutte le vetture Gruppo B vengono bandite dai rally.

### Anni novanta
Dal 1987 le Gruppo B vengono bandite definitivamente dalle gare valide per il mondiale rally, facendo diventare di fatto le vetture Gruppo A come le uniche in grado di giocarsi la vittoria del mondiale.
Questo determina l'abbandono da parte di Peugeot e Austin, mentre Lancia, Ford e Audi sviluppano nuovi modelli sulla base del regolamento Gruppo A. Nel corso degli anni anche Mazda, Mitsubishi, Subaru e Toyota parteciperanno ufficialmente al mondiale con vetture di questa categoria.
Per la stagione 1997 viene varato un nuovo regolamento tecnico con l'introduzione di un nuovo gruppo, denominato WRC, che permette maggiore libertà nello sviluppo tecnico, minori vincoli con i modelli di serie, e, di conseguenza, favorire, almeno in linea teorica, l'ingresso di nuovi costruttori.
L'introduzione del nuovo regolamento non taglierà però fuori dalla lotta per il mondiale le vetture Gruppo A, in quanto, almeno inizialmente, le differenze di prestazioni tra le due categorie non saranno determinanti. Questo comporterà un passaggio graduale al nuovo regolamento, e Mitsubishi, con una vettura Gruppo A, sarà in grado di vincere anche i mondiali dal 1997 al 1999, nonostante la presenza di vetture WRC.

### Anni duemila
In questo periodo assistiamo a una graduale perdita di potenza delle auto e a una maggiore sicurezza delle auto. Numerosi sono stati i costruttori e si è assistito all'ascesa di Sébastien Loeb, che, al volante di vetture Citroën, ha vinto il mondiale per nove volte consecutive, battendo numerosissimi record.

### Anni duemiladieci

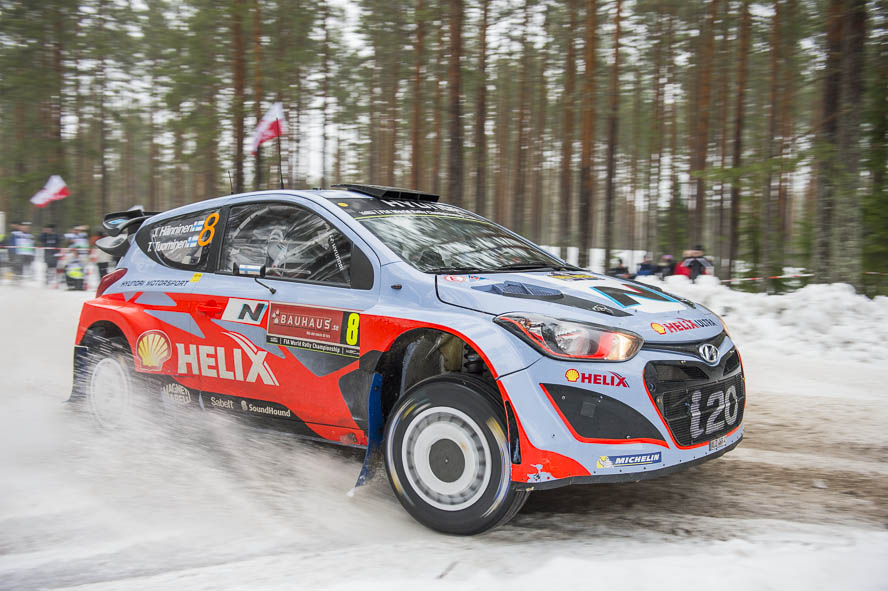
La Hyundai i20 WRC di Juho Hänninen durante il Rally di Svezia 2014

Nel panorama rallistico mondiale, nel 2009, a causa della crisi economica internazionale, si devono constatare le defezioni di tre importanti costruttori impegnati nella massima serie, quali Suzuki, Subaru e Mitsubishi, che hanno deciso di ritirare le proprie squadre ufficiali dal Campionato mondiale rally e di abbandonare la disciplina
.
Per la Mitsubishi si tratta però solo del ritiro dai Raid, perché di fatto il ritiro dal mondiale rally era già avvenuto appena prima dell'inizio del Campionato del mondo rally 2006.
Nel 2011 è stato introdotto il nuovo regolamento tecnico, che prevede per tutte le WRC l'impiego di un motore turbo con cilindrata di 1600 cm³. Le vetture finora utilizzate sono la Citroën DS3, la Ford Fiesta e la Mini Countryman, mentre la Volkswagen ha preannunciato il suo ingresso dal 2013 con la Polo. Proprio la Volkswagen dal 2013 è diventata l'auto da battere vincendo all'esordio sia il titolo piloti (con Ogier) sia il titolo costruttori.
Nel 2014 è tornata nel campionato anche la Hyundai, con la i20 WRC, mentre nel 2016 è stato il turno della Toyota con la Yaris WRC.

Nel 2017 il regolamento cambia e le vetture diventano WRC plus, diventando auto più veloci e potenti. I motori hanno una flangia del turbo più grande, che viene allargata da 34 a 36 millimetri, mentre la pressione del boost è rimasta invariata a un massimo di 2,5 bar. Queste modifiche permettono ai propulsori delle vetture di passare dai circa 300 CV dichiarati del 2016 a quasi 380 CV. È presente inoltre anche una riduzione sul peso minimo di 25 chilogrammi e la reintroduzione di un differenziale centrale a controllo elettronico. L'aerodinamica è più libera rispetto al passato, le auto hanno appendici molto più prominenti e assomigliano maggiormente ad auto da pista che da rally. 

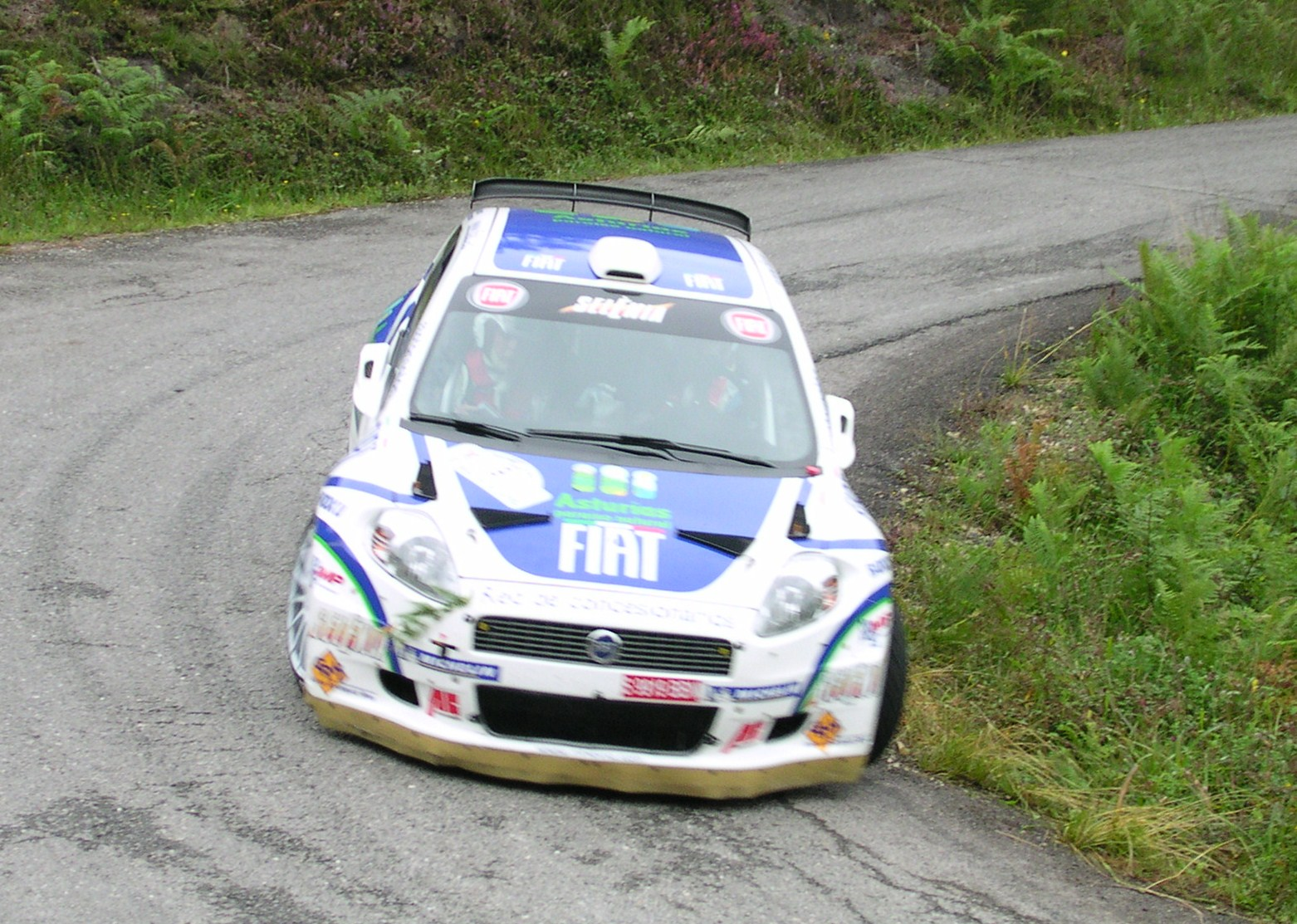
La Fiat Grande Punto S2000 vincitrice del campionato italiano rally nel 2006 e nel 2007

## Campionato italiano rally
In Italia, la massima competizione di rallismo è il campionato italiano rally detto anche CIR. Esistono inoltre altri campionati come il Campionato Italiano WRC (fino al 2013 Trofeo Rally Asfalto), il Trofeo Rally Terra TRT e l'International Rally Cup detto anche IRCup. Quest'ultimo secondo i dati nel 2013 è quello che vede il maggior numero di equipaggi iscritti, circa una sessantina.